# Shushs palats

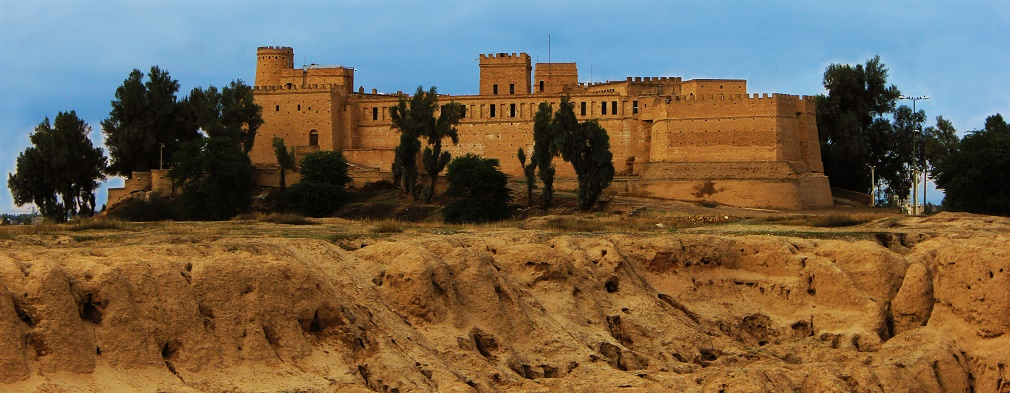
Shushs palats.

Shushs palats (persiska: قلعه شوش) återuppbyggdes av franska arkeologer med det material som upptäckts i Susas arkeologiska kulle. Detta palats är ett av de mest unika historiska byggnadsverken i Iran. Palatset är beläget i provinsen Khuzestan.

## Bilder

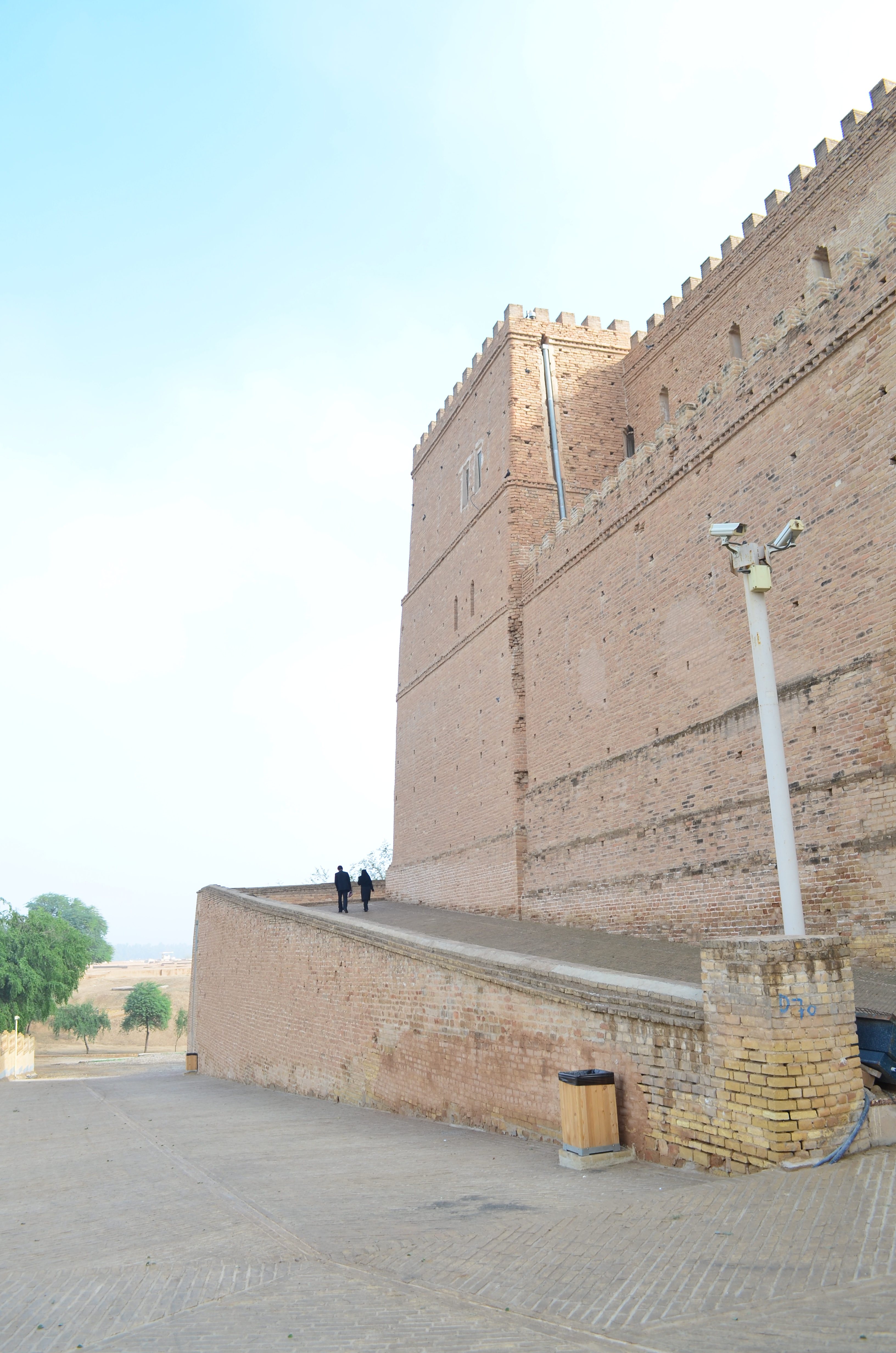
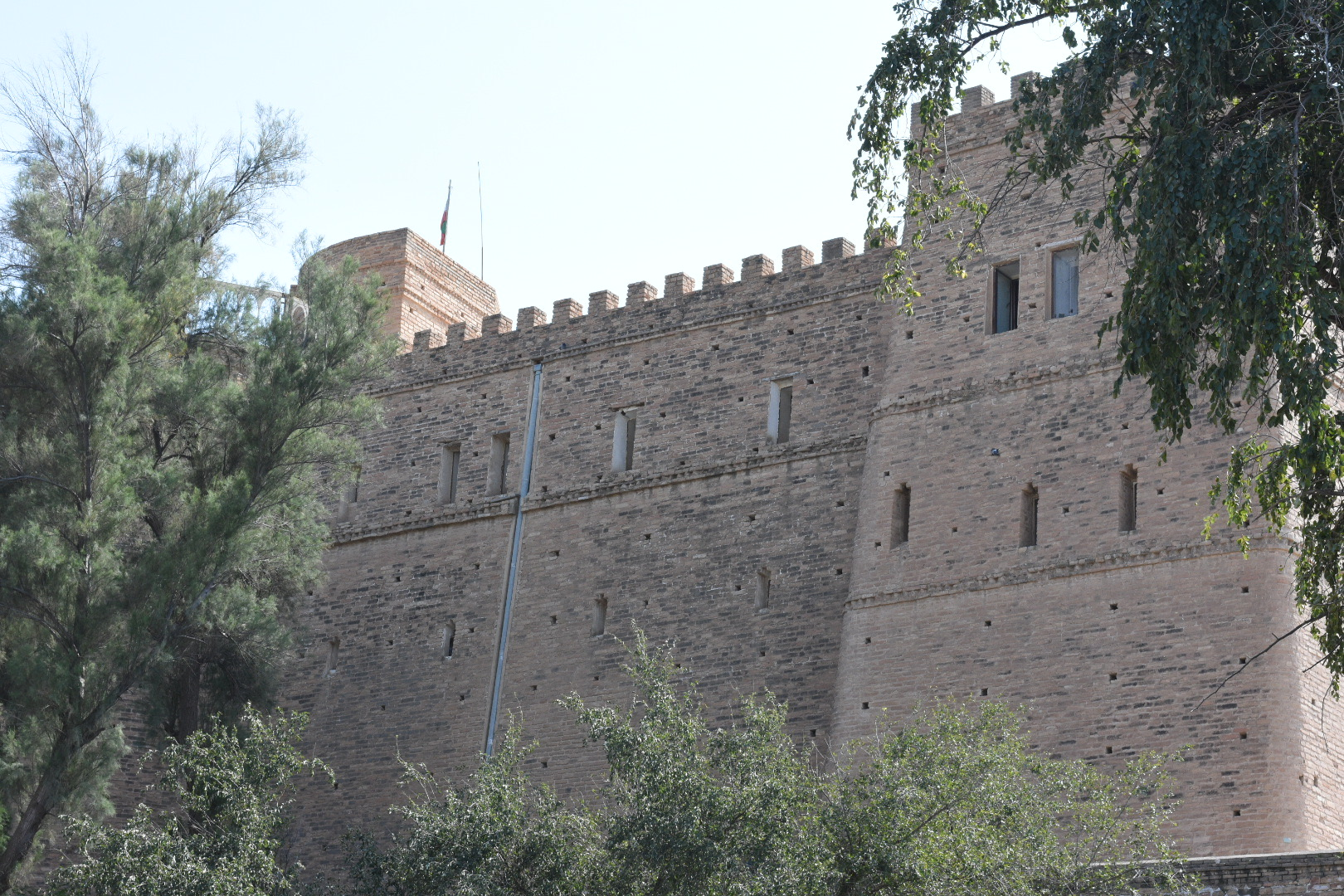
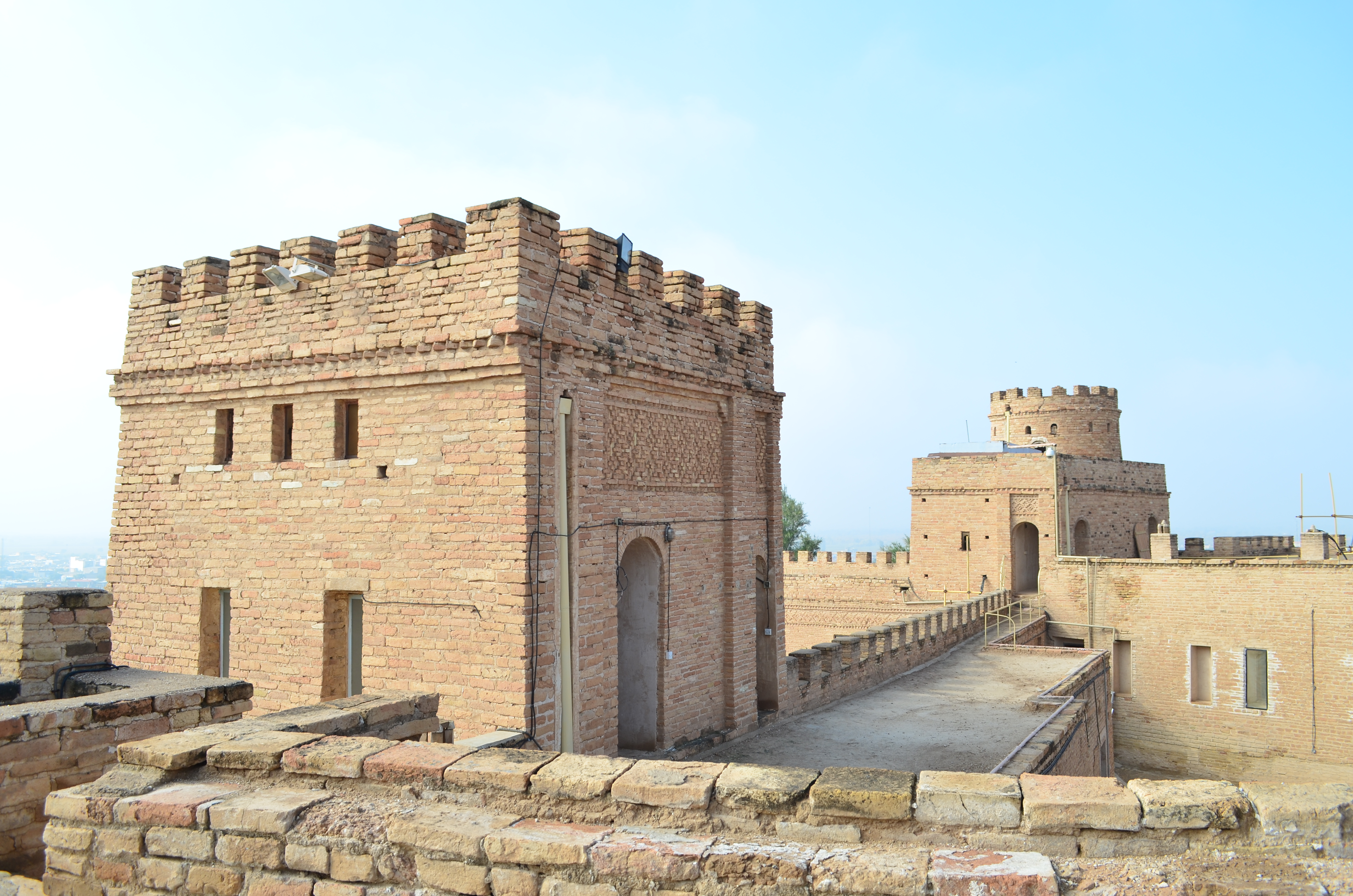
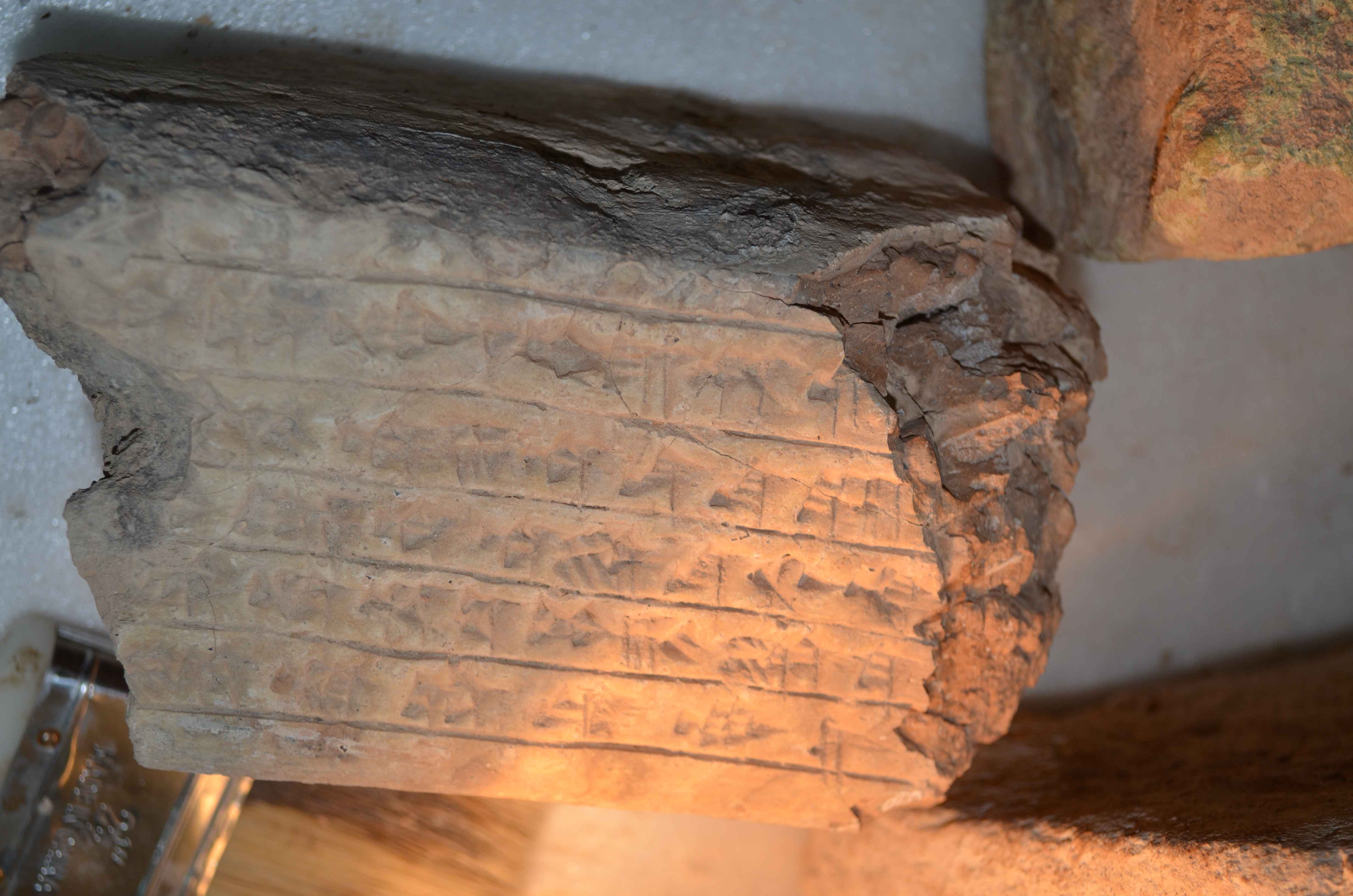